# Jänis-Pentti
Jänis-Pentti är en ö i Finland. Den ligger i sjön Syväri och i kommunen Kuopio i den ekonomiska regionen  Kuopio ekonomiska region  och landskapet Norra Savolax, i den centrala delen av landet, 400 km nordost om huvudstaden Helsingfors. Öns area är 1,3 hektar och dess största längd är 200 meter i nord-sydlig riktning.